# Rückenschwimmender Kongowels
Der Rückenschwimmende Kongowels (Synodontis nigriventris) gehört zu der Familie der Fiederbartwelse (Mochokidae). Er lebt in pflanzenreichen Ufern größerer Flüsse und Sümpfe des Kongo-Regenwaldes.

## Merkmale
Der Rückenschwimmende Kongowels entspricht in seinem Habitus den anderen Arten der Gattung Synodontis. Die Männchen werden bis zu 9,6 cm lang, die Weibchen sind besonders bei Laichreife fülliger. Der Fisch ist seitlich abgeflacht und hochrückig, wie andere Welse hat er keine Schuppen. Am Maul trägt er drei Paar Barteln, von denen die beiden des Unterkiefers gefiedert sind. Letztere sind für die gesamte Gattung typisch und haben ihr den Namen Fiederbartwelse eingebracht. Arttypisch ist der geringe Abstand der Augen sowie der dunkle bis schwarze Bauch, der dieser Art auch den wissenschaftlichen Namen nigriventris (= „schwarzbäuchig“) einbrachte. Die restliche Körperfärbung ist hellgrau bis cremefarben mit deutlichen, dunkelbraunen bis schwarzen Flecken, die auch in Bändern zusammenstehen können.
Die Flossen der Fische sind in der Grundfärbung farblos und mit schwarzen Tupfen bedeckt. Die Rückenflosse (Dorsale) und die Brustflosse (Pectorale) besitzen jeweils einen kräftigen und als Dorn ausgebildeten Hartstrahl. Der Dorn der Rückenflosse ist bei dieser Art, anders als bei anderen Arten der Gattung, an der Vorderseite glatt und ungezähnt, es folgen sieben Weichstrahlen, die Afterflosse (Anale) besteht aus vier ungeteilten und vier bis sieben geteilten Weichstrahlen. Auch die große, lange Fettflosse ist auffallend.

## Verbreitung und Lebensraum
Der Rückenschwimmende Kongowels ist im gesamten Flusssystem des Kongobeckens verbreitet. Die tropischen Gewässer sind strukturreich und beschattet und haben eine Temperatur um 25 °C bei einem pH-Wert von 6,0 bis 7,0.

## Lebensweise

Zwei Tiere der Variante Zebra in typischer Rückenlage

Zum Vergleich: Der asiatische Stachelwels Heterobagrus leucophasis, ebenfalls ein Rückenschwimmer

Seinen Trivialnamen verdankt diese Art der Angewohnheit, meistens mit dem Bauch nach oben zu schwimmen. Die Pigmentierung ist diesem Verhalten angepasst und die Bauchseite ist dunkler als der Rücken. Dadurch können sie von potentiellen Fressfeinden wie Vögeln, größeren Fischen und Säugetieren gegen den Gewässerboden, bzw. gegen die Wasseroberfläche,  schwieriger entdeckt werden. Neben der Art S. nigriventris, die das Rückenschwimmen exzessiv ausübt, sind in der Gattung Synodontis auch noch einige andere Arten bekannt, die zeitweise in Rückenlage schwimmen, wie z. B. Synodontis eupterus. Ebenso ist von Jungfischen der Art S. batensoda das Rückenschwimmen bekannt und auch bei den asiatischen Stachelwelsen (Familie Bagridae) gibt es mit Heterobagrus leucophasis einen Rückenschwimmer.

### Nahrung
Die Nahrung des Rückenschwimmenden Kongowelses besteht aus Kleinkrebsen und auch pflanzlichem Material. Die Kongowelse nehmen jedoch auch die vom Uferbewuchs ins Wasser fallenden Insekten gerne als Nahrung auf. Die Nahrungsaufnahme erfolgt im Regelfall ebenfalls rückenschwimmend. Die Fische schwimmen entsprechend entweder direkt unterhalb der Wasseroberfläche oder weiden den Algenbewuchs der Blattunterseiten von Wasserpflanzen ab, eine Nahrungsaufnahme vom Boden ist selten, aber ebenfalls möglich.

### Fortpflanzung und Entwicklung
Die Eiablage erfolgt an besonders geschützten, dunklen Stellen des Gewässers, wo die bis zu 450 Eier an Substrat aufgeklebt werden. Nach etwa einer Woche schlüpfen die Jungfische, den Dottersack verlieren die Jungfische nach etwa vier Tagen. Die ersten Wochen schwimmen sie noch in der für die meisten Welse üblichen Lage und erst nach etwa sieben Wochen gehen sie in die arttypische Rückenlage über.

## Aquaristik
Der Rückenschwimmende Kongowels ist ein häufig in Aquarien gehaltener Fisch, der vor allem aufgrund seiner für Welse ungewöhnlichen Schwimmweise für Aquarianer interessant ist. Im Regelfall wird er als anspruchslose und einfach zu haltende Art beschrieben, der auch in Aquarien gezüchtet werden kann. Dabei wird allerdings beschrieben, dass Nachzuchten selten sind und meistens eher zufällig erfolgen. Andere Quellen kennzeichnen den Rückenschwimmenden Kongowels als anfällig gegenüber schlechten Wasserwerten und für die Weißpünktchenkrankheit. Laut den Heidelberger Beschlüssen des Zentralverbandes Zoologischer Fachbetriebe Deutschlands e. V. (ZZF) wird eine Haltung der Art nicht empfohlen und sie wird wie alle Arten der Gattung auf der Roten Liste geführt.